# Calotta di ghiaccio
Una calotta di ghiaccio o calotta glaciale  o ghiacciaio continentale è una massa di ghiaccio continentale che copre il terreno di una vasta area geografica, estendendosi per più di 50 000 km².
Sulla Terra ci sono due calotte di ghiaccio, una nell'emisfero nord, in Groenlandia, l'altra nell'emisfero sud, in Antartide. Durante l'ultimo periodo glaciale la calotta glaciale Laurentide copriva gran parte del Canada e dell'America del Nord, la calotta glaciale weichseliana copriva l'Europa del nord e la calotta glaciale della Patagonia buona parte dell'America del sud.

## Descrizione
Le calotte di ghiaccio sono di notevoli dimensioni, più grandi delle piattaforme di ghiaccio o dei ghiacciai: masse di ghiaccio inferiori ai 50 000 km² sono invece denominate cappe di ghiaccio e di solito alimentano una serie di ghiacciai lungo la loro periferia.
Sebbene la superficie sia fredda, la base della calotta glaciale è generalmente più calda a causa del calore geotermico. Talvolta si verifica la liquefazione del ghiaccio e l'acqua sciolta lubrifica la calotta di ghiaccio che può così fluire più velocemente: questo processo produce dei canali a flusso veloce denominati flussi di ghiaccio (in inglese «ice stream»).
Le attuali calotte polari sono relativamente giovani in termini geologici. La calotta glaciale dell'Antartide si è formata a partire da una piccola cappa glaciale (o forse diverse) nel primo Oligocene, ritirandosi e avanzando parecchie volte fino al Pliocene, quando ha finito con l'occupare quasi tutta l'Antartide. La calotta glaciale della Groenlandia non si sviluppò affatto fino al tardo Pliocene ma, a quanto sembra, si sviluppò molto velocemente con la prima glaciazione continentale. Ciò ha avuto l'insolito effetto di consentire ai fossili delle piante che una volta crescevano nell'attuale Groenlandia di preservarsi molto meglio di quanto sia successo nella lenta formazione della calotta glaciale antartica.
Le calotte polari ricoprono l'importante ruolo di regolatori sul lungo periodo della temperatura degli oceani e, più in generale, del pianeta: l'eventuale formazione di ghiaccio rilascia infatti il calore latente di fusione, viceversa un suo scioglimento lo richiede in ugual misura.

### Calotta glaciale antartica

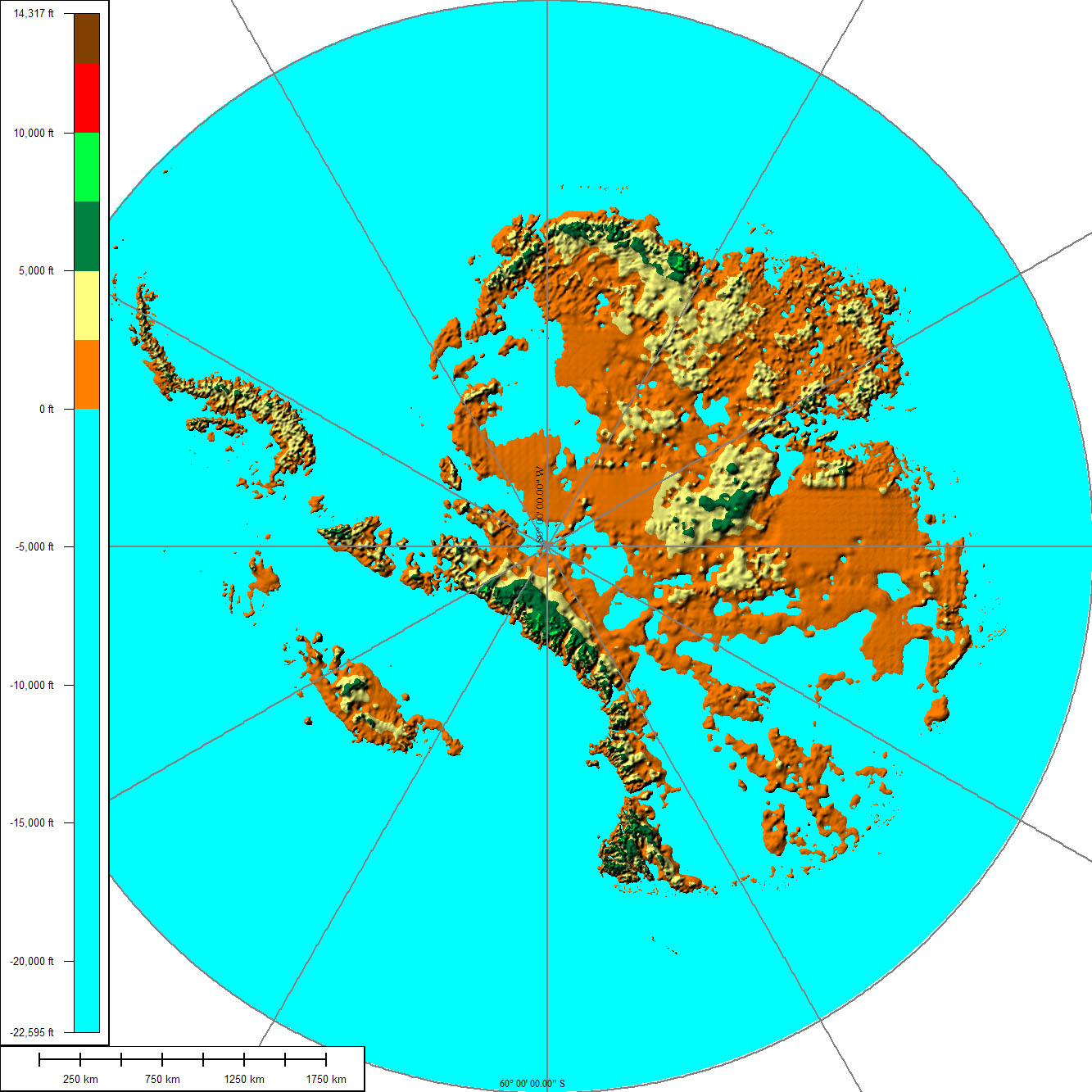
L'Antartide "spogliata" della calotta glaciale
Se non fosse per la presenza del ghiaccio, l'acqua sommergerebbe gran parte dell'Antartide occidentale e una discreta percentuale dell'Antartide orientale. Qui si sta ipotizzando che il ghiaccio scompaia del tutto, non che si sciolga, il che comporterebbe l'innalzamento del livello del mare con conseguente ulteriore sommersione della terraferma antartica. Tale sommersione sarebbe comunque contrastata da un altro fenomeno di cui qui non si tiene conto, ossia l'annullamento della subsidenza: una volta liberato del peso della calotta di ghiaccio che lo schiaccia, il territorio antartico si alzerebbe di centinaia di metri nell'arco di decine di migliaia di anni.

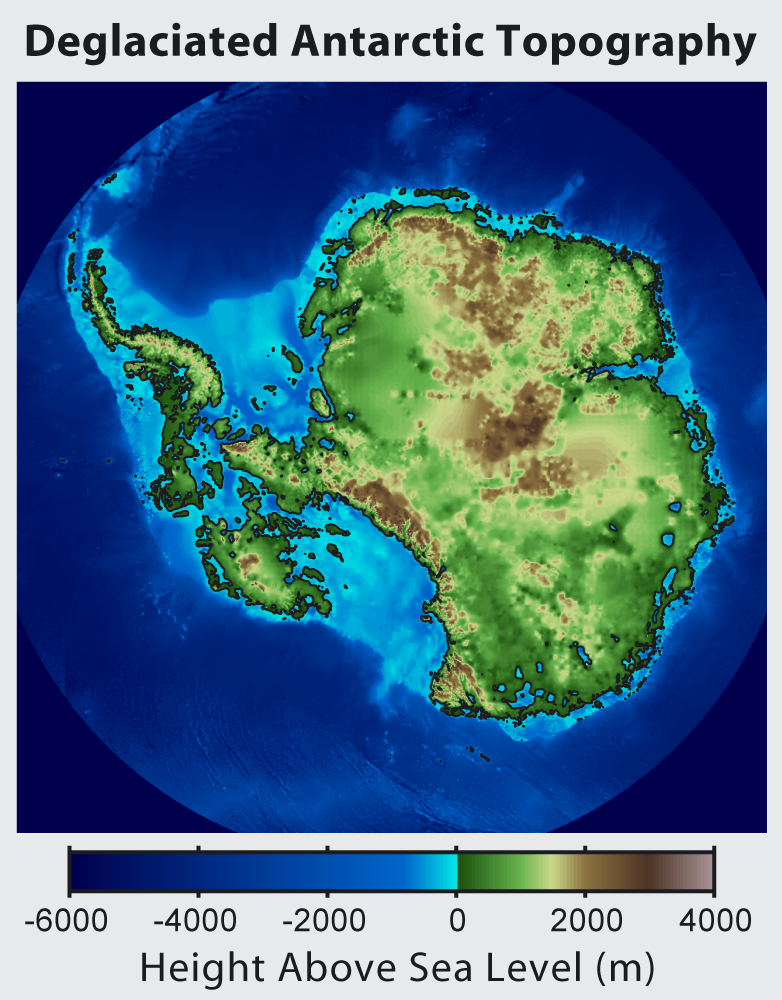
Questa è la carta topografica dell'Antartide dopo aver eliminato la calotta glaciale e tenuto conto sia del sollevamento isostatico che dell'innalzamento del livello del mare. Questa carta suggerisce quindi come poteva apparire l'Antartide 35 milioni di anni fa, quando la Terra era abbastanza calda da impedire la formazione su larga scala di calotte glaciali in Antartide.

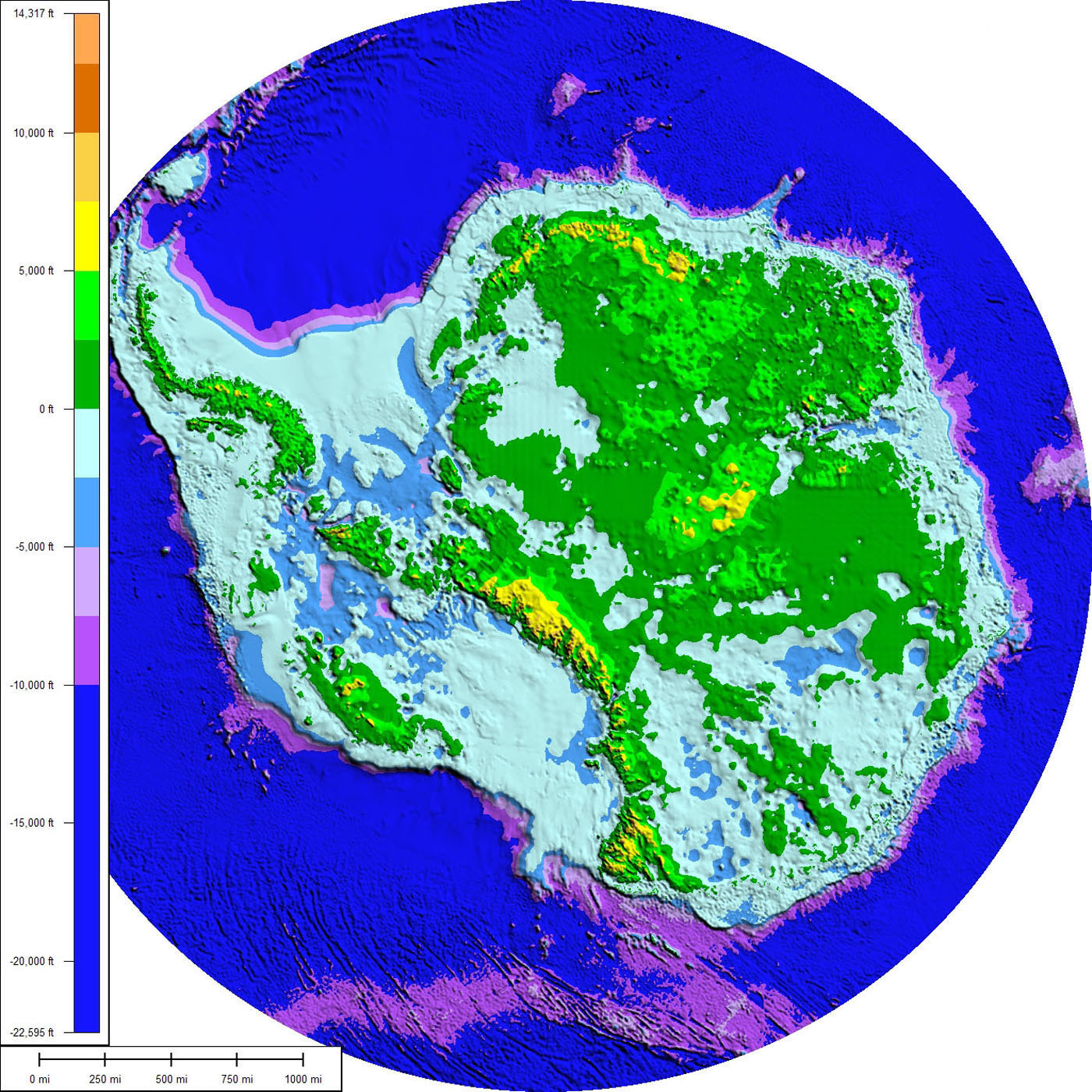
L'Antartide "spogliata" della calotta glaciale
Topografia e batimetria subglaciale del bedrock sottostante la calotta di ghiaccio antartica

La calotta glaciale antartica è la più grande massa singola di ghiaccio della Terra. Copre un'area di quasi 14 milioni di km² e contiene approssimativamente 30 milioni di km³ di ghiaccio. Circa il 90% dell'acqua dolce del pianeta è contenuto nella sua calotta glaciale che, se si sciogliesse, causerebbe un innalzamento del livello del mare di 61,1 m.
La calotta glaciale antartica è la più grande riserva di acqua allo stato solido nella terra.
La calotta glaciale antartica è divisa dai Monti Transantartici in due parti disuguali: la calotta glaciale antartica orientale e la calotta glaciale antartica occidentale. Quella orientale poggia su una massa continentale mentre quella occidentale è classificata come una calotta di ghiaccio con base marina: il suo letto quindi giace sotto il livello del mare e, verso l'oceano, gradatamente si trasforma in piattaforme di ghiaccio galleggianti.
Lo spessore medio della calotta glaciale antartica è di 1 829 m, anche se mediamente è maggiore nella parte orientale con 2 226 m rispetto ai 1 306 m della parte occidentale, raggiungendo il massimo di 4 776 m. Il ghiaccio riempie anche il punto più basso dell'Antartide sotto il livello del mare, rappresentato dalla Fossa subglaciale di Bentley a -2 538 m, situata nella parte occidentale del continente antartico.

### Calotta glaciale della Groenlandia

Profondità del ghiaccio nella calotta glaciale della Groenlandia. La dicitura GISP fa riferimento al sito dove il «Greenland Ice Sheet Project» ha estratto un campione di ghiaccio profondo 3 km

Mappa della Groenlandia

La calotta glaciale della Groenlandia, detta Sermersuaq in kalaallisut, la lingua groenlandese, occupa circa l'82% della sua superficie per complessivi 1,71 milioni di km² e se si sciogliesse causerebbe l'innalzamento del livello del mare di 7,2 m, sommergendo isole come Tuvalu e le Maldive che hanno un'altitudine massima inferiore o di poco superiore tale valore.
Ha una lunghezza in direzione nord-sud di quasi 2 400 km e una larghezza massima di 1 100 km alla latitudine di 77°N, vicino al suo margine settentrionale. L'altezza media è di 2 135 m, mentre il suo spessore è generalmente maggiore di 2 km: il GISP, «Greenland Ice Sheet Project», ha estratto un campione di ghiaccio di 3 km in un punto alto 3 207 m di coordinate 72,6°N e 38,5°O.
Alcune stime nel cambiamento della massa della calotta glaciale della Groenlandia suggeriscono che si stia sciogliendo al ritmo di circa 239 km³ all'anno. Si tratta di misure fornite dal satellite della NASA, GRACE, Gravity Recovery and Climate Experiment, messo in orbita nel 2002.

### Dinamica delle calotte glaciali
Il movimento dei ghiacci è dominato dal moto dei ghiacciai, la cui attività è determinata da numerosi processi. Il loro moto è il risultato di impennate cicliche inframmezzate da periodi più lunghi di inattività, su scale temporali sia orarie che centenarie.

## Effetti del riscaldamento globale
Si è già accennato al fatto che la Groenlandia, e probabilmente anche l'Antartide, hanno recentemente perso parte della loro massa: il fenomeno è dovuto essenzialmente al fatto che le perdite derivanti dalla fusione e dai ghiacciai di sbocco superano l'accumulo delle precipitazioni nevose. Secondo il Gruppo intergovernativo sul cambiamento climatico, la perdita di massa delle calotte glaciali dell'Antartide e della Groenlandia contribuì, rispettivamente, per circa 0,21 ± 0,35 e 0,21 ± 0,07 mm/anno all'innalzamento del livello del mare tra il 1993 e il 2003.
Secondo le proiezioni dell'IPCC, la perdita di massa glaciale derivante dalla fusione della calotta della Groenlandia continuerà a sopravanzare l'accumulo delle precipitazioni nevose. Per quanto riguarda l'Antartide, si prevede invece che le precipitazioni nevose compenseranno le perdite delle fusione. Tuttavia, la perdita di massa sulla calotta antartica potrebbe continuare, se vi fosse sufficiente perdita per i ghiacciai di sbocco. Secondo il Gruppo intergovernativo sul cambiamento climatico, "Processi dinamici legati al flusso nevoso non inclusi negli attuali modelli, ma suggeriti da recenti osservazioni potrebbero aumentate la vulnerabilità delle calotte glaciali al riscaldamento, aumentando il futuro innalzamento del livello del mare. La comprensione di questi processi è limitata e non c'è consenso sulla loro ampiezza." Sono perciò necessarie ulteriori ricerche per migliorare l'affidabilità delle previsioni sulla risposta delle calotte glaciali al riscaldamento globale.
Gli effetti di un innalzamento della temperatura sulle formazioni glaciali potrebbero accelerare. Quando il ghiaccio si fonderà, una minore quantità di luce solare sarà riflessa nello spazio e una quantità maggiore sarà assorbita dall'acqua degli oceani, producendo ulteriori aumenti di temperatura. Oltre un certo punto, questo sistema di retroazione positiva ghiaccio-albedo potrebbe diventare indipendente dal cambiamento climatico, causando enormi perdite di ghiaccio sulle calotte glaciali.
Altri riscontri positivi sono: l'arretramento del limite della neve, il vapore acqueo, i fiumi artici, il carbonio nero, l'acidificazione degli oceani.